# التحصي الدقيق في الخصية
التحصي الدقيق في الخصية هو حالة غير عادية تشخص عن طريق الأمواج فوق الصوتية في الخصية. يُعتقد أنه يوجد بنسبة 0.1-0.6% من الذكور على مستوى العالم، ويختلف معدل تكراره بناءً على الموقع الجغرافي، وغالبًا ما يوجد لدى الأفراد الذين يعانون من ضعف الخصوبة. غالبًا ما يكون مرضًا بدون أعراض وغير تقدمي. على الرغم من أنه في عدد قليل جدًا من الحالات قد يسبب أيضًا نوبات من التعب المزمن الشديد وعدم توازن الهرمونات والألم، والتي يمكن أن تكون شديدة ومصحوبة بتورم حول منطقة الخصية (يعتمد على حجم وموقع التكلس). في حالات قليلة مختارة للغاية، من المعروف أيضًا أن الأفراد المصابين بالتحصي الدقيق يعانون من تكلس البروستاتا، ما قد يؤدي إلى مرور الحصوات. يمكن أن تؤدي هذه الحالات النادرة إلى التهابات ثانوية إذا لم يتم علاجها بعناية، وذلك بسبب تلف الأنسجة الناتج. ومن المهم أن نلاحظ أن هذه الأعراض نادرا ما تظهر في غالبية الأشخاص الذين قد شخصوا.
لا يرتبط التحصي الدقيق في الخصية بخطر الإصابة بسرطان الخصية لدى الأفراد الذين لا يعانون من أعراض. ومع ذلك، فقد أظهر التحليل التلوي الكبير أنه في الأفراد الذين لديهم عوامل خطر مرتبطة بورم الخلايا الجرثومية في الخصية، فإن الزيادة في خطر التشخيص المتزامن لورم الخلايا الجرثومية في الخصية، أو سرطان الخصية في الموقع عند الخزعة تبلغ حوالي ثمانية إلى عشرة.
هناك جدل واسع حول ما إذا كان التحصي الدقيق في الخصية لدى الأفراد المصابين بورم الخلايا الجرثومية في الخصية، أو عوامل الخطر لذلك، يجب أن يخضعوا لخزعة الخصية لاستبعاد وجود سرطان الخصية في الموقع، المعروف أيضًا باسم ورم الخلايا الجرثومية داخل الأنبوب من النوع غير المصنف. بالإضافة إلى ذلك، ما إذا كان وجود التحصي الدقيق في الخصية يجب أن يؤثر على قرار العلاج الكيميائي المساعد أو المراقبة لدى الأفراد المصابين بورم الخلايا الجرثومية في الخصية ما يزال غير واضح. قامت مراجعة حديثة في Nature Reviews Urology بتقييم هذه المواضيع بشكل شامل. من المهم أن نلاحظ أنه كما هو الحال مع أي حالة يمكن أن تختلف الأعراض من فرد لآخر.

## السبب
السبب غير معروف، ولكن هذه الحالة ارتبطت بسرطان الخصية لدى مجموعة صغيرة من الأفراد، والخصية الخفية، والنكاف، والعقم، وأورام الخلايا الجرثومية داخل الظهارة. يعرف التحصي المجهري الكلاسيكي في الخصية على أنه خمس بؤر صدى أو أكثر لكل عرض في أي من الخصيتين أو كليهما، ويتم تعريف التحصي الدقيق المحدود في الخصية على أنه واحد أو أكثر من بؤر الصدى التي لا تستوفي معايير التحصي المجهري الكلاسيكي في الخصية. في 80% من الحالات، تتأثر كلا الخصيتين.

## التشخيص
الأمواج فوق الصوتية على الخصية

## العلاج
لا يوجد علاج أو إجراء معين للتحصي الدقيق في الخصية، ومع ذلك، يمكن مراقبة المرضى عن طريق الموجات فوق الصوتية للتأكد من عدم تطور حالات أخرى. التركيز على فحص الخصية هو المتابعة الموصى بها للرجال الذين لا تظهر عليهم أعراض والذين تم تشخيص إصابتهم بالتحصي الدقيق في الخصية. بالنسبة للرجال الذين لديهم عوامل خطر للإصابة بورم الخلايا الجرثومية في الخصية مثل ضعف الخصوبة، فمن الضروري إجراء مناقشة فردية مع أطباء المسالك البولية.